# 구로사와지리정
구로사와지리정(黒沢尻町)은 이와테현 와가군에 설치되었던 정이다. 현재의 기타카미시 중심부에 해당한다.

## 연혁
- 1889년(메이지 22년) 4월 1일 - 정촌제 시행에 따라 구로사와시리 촌이 단독으로 정제 시행해 히가시와가 군 구로사와시리 정이 발족.
- 1896년 (메이지 29년) 3월 29일 - 히가시 와가군이 합병해 와가군이 부활.와가군 구로사와시리쵸가 된다.
- 1949년(쇼와 24년) 4월 1일 - 다치바나 촌의 오이지 다치바나 편입.
- 1954년
  - 1월 1일 - 다치바나 촌 전역 편입.
  - 4월 1일 - 이토요촌·기미야나기 촌·구로사와지리정·오니야나기촌 및 이누자와 군 아이사리촌·에사시 군 후쿠오카 촌과 합병해 기타카미 시가 됨.

## 교통
- 일본국유철도 도호쿠 본선, 기타카미선:기타카미역